# Dale Sullivan
Dale Sullivan (Calvert, Új-Fundland és Labrador, 1983. július 30. –) kanadai jégkorongozó.

## Pályafutása
Komolyabb junior karrierjét a QMJHL-es Hull Olympiquesban kezdte ahol 2000–2003 között játszott. Legjobb szezonjában 38 pontot szerzett. Közben a 2001-es NHL-drafton Dallas Stars kiválasztotta a kilencedik kör 265. helyén. 2003–2004-ben a St. Mary's University-n játszott húsz mérkőzést majd abba hagyta a játékot. 2010-ben visszatért a WCSHL-be, a Clarenville Caribous csapatába. Azóta is ebben a csapatban játszik. Ez a csapat a következő évben az NLSHL-be került. 2012-ben megnyerték a bajnokságot.